# Pozornica Prawa

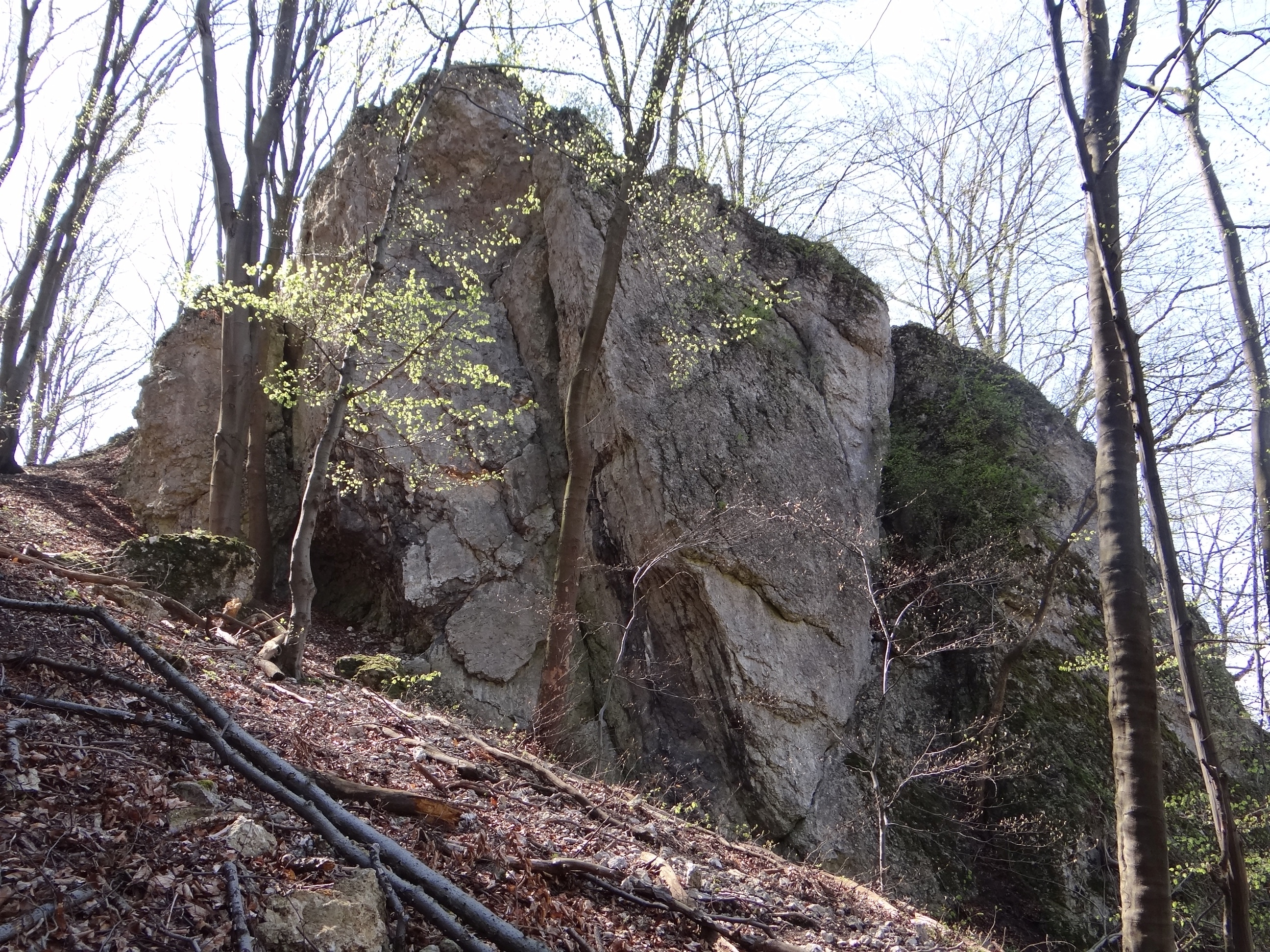

Pozornica Prawa – skała w miejscowości Dubie w województwie małopolskim, w powiecie krakowskim, w gminie Krzeszowice. Wznosi się u wylotu Doliny Szklarki, w jej lewych zboczach. Pod względem geograficznym jest to obszar Wyżyny Olkuskiej w obrębie Wyżyny Krakowsko-Częstochowskiej.
Skała wznosi się w lesie na stromym zboczu. Dojście do niej z drogi biegnącej dnem Doliny Szklarki wymaga przekroczenia potoku Szklarka. Można też do skały dojść od boiska sportowego w Radwanowicach (dalej, ale bez konieczności przekraczania potoku). W lesie obok Pozornicy Prawej znajdują się jeszcze dwie inne skały: Pozornica Lewa i Wodna Skała. Wszystkie zbudowane są z wapieni i uprawiana jest na nich wspinaczka skalna. Łącznie jest na nich 18 dróg wspinaczkowych (większość to projekty, ale z zamontowaną asekuracją). Mają trudność od VI- do VI.2 w skali Kurtyki.
Pozornica Prawa ma wysokość do 15 m, ściany pionowe lub przewieszone z filarami, kominami i zacięciami. Jest na niej jedna droga wspinaczkowa o długości 12 m i trudności VI.2. Ma zamontowane stałe punkty asekuracyjne: 6 ringów i stanowisko zjazdowe (st). Oprócz niej są 3 projekty z ringami i dwoma ringami zjazdowymi (drz). Są też możliwości poprowadzenia dróg na drugiej, jak dotąd dziewiczej ścianie.
1. Projekt; 4r + st, 12 m
2. Projekt; 3r + drz, 12 m
3. Projekt; 6r + drz, 13 m

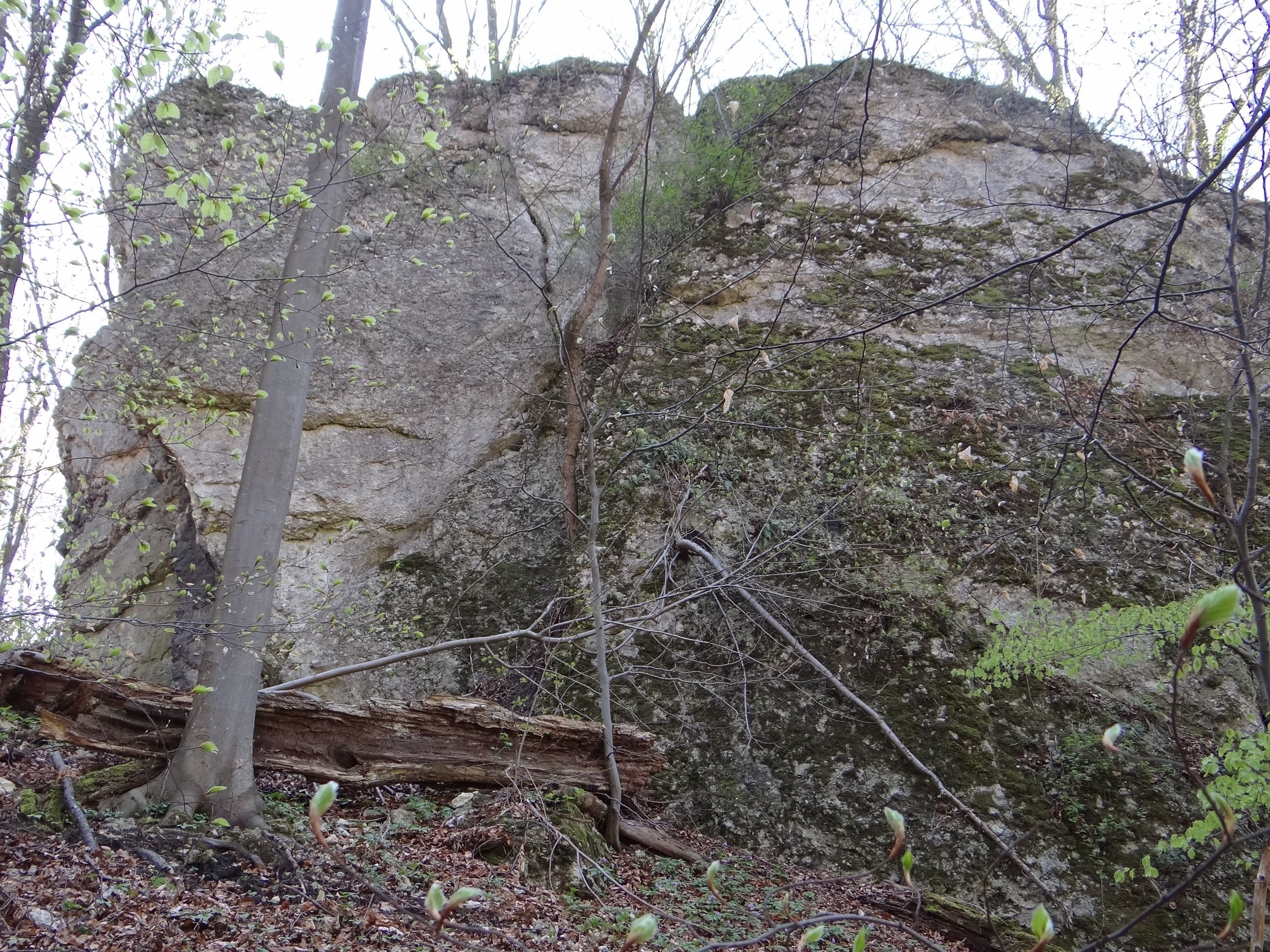

4. Astigmatismo; 6r + st, VI.2, 12 m[1].